# Rostvingad myrtörnskata
Rostvingad myrtörnskata (Thamnophilus torquatus) är en fågel i familjen myrfåglar inom ordningen tättingar.

## Utbredning och systematik
Fågeln förekommer i låglänta områden i nordöstra Bolivia, nordöstra Paraguay och östra och centrala Brasilien. Den behandlas som monotypisk, det vill säga att den inte delas in i några underarter.

## Status
IUCN kategoriserar arten som livskraftig.